# Кашаева (река)
Кашаева — река в России, протекает по Татарстану. Устье реки находится в 17 км по правому берегу реки Зай. Длина реки составляет 13 км. Правый приток — Аланка.

## Данные водного реестра
По данным государственного водного реестра России относится к Камскому бассейновому округу, водохозяйственный участок реки — Кама от Нижнекамского гидроузла и до устья, без реки Вятка, речной подбассейн реки — бассейны притоков Камы до впадения Белой. Речной бассейн реки — Кама.